# کوتور (ریگان)
کوتور یک روستا در ایران است که در شهرستان ریگان استان کرمان واقع شده است.

## جمعیت
این روستا در دهستان گاوکان قرار دارد و براساس سرشماری مرکز آمار ایران در سال ۱۳۸۵، جمعیت آن ۷۱ نفر (۱۵ خانوار) بوده است.